# Курган (Калінінградська область)
Курган (рос. Курган) — селище Гвардійського міського округу, Калінінградської області Росії. Входить до складу Славинського сільського поселення.
Населення — 11 осіб (2015 рік).

## Населення
| 2002 | 2010 |
| ---- | ---- |
| 18   | ↘11  |